# 奈良県道151号田原本停車場線
奈良県道151号田原本停車場線（ならけんどう151ごう たわらもとていしゃじょうせん）は、奈良県磯城郡田原本町を通る一般県道である。

## 概要
磯城郡田原本町殿町から磯城郡田原本町大字三笠に至る。
近鉄田原本線 西田原本駅東側から近鉄橿原線 田原本駅北側を経由する、田原本町中心部の商店街を主体とした道路である。

### 路線データ
- 起点：磯城郡田原本町殿町（近鉄田原本線 西田原本駅前）
- 終点：磯城郡田原本町大字三笠（三笠交差点、奈良県道14号桜井田原本王寺線交点、奈良県道112号田原本広陵線起点）

## 地理

### 通過する自治体
- 奈良県
  - 磯城郡田原本町

### 交差する道路
| 交差する道路                                           | 交差する場所 | 交差する場所      |
| ------------------------------------------------------ | ------------ | ----------------- |
| 奈良県道14号桜井田原本王寺線 奈良県道112号田原本広陵線 | 大字三笠     | 三笠交差点 / 終点 |

### 交差する鉄道
- 近鉄橿原線

### 沿線
- 近鉄田原本線 西田原本駅
- 近鉄橿原線 田原本駅